# 松田大佑
松田 大佑（まつだ だいすけ、1981年 - ）は、日本の映画監督、脚本家。

## プロフィール
2015年2月7日から開催される第2回四万十映画祭において、監督・脚本をてがけた『あらうんど四万十 ―カールニカーラン―』がプレミア先行上映される。
2016年、高知県観光特使に就任。

## 主な作品
- 『道は続くよどこまでも』（2004年 高知県四万十市撮影）
- 『キキチガイ』（2013年 第１回四万十おきゃく映画祭先行上映作品）
- 『あらうんど四万十 ―カールニカーラン―』（2015年 第2回四万十映画祭プレミア先行上映作品）